# Iván Kovács
Iván Kovács (ur. 8 lutego 1970 w Budapeszcie) – węgierski szermierz, szpadzista, dwukrotny wicemistrz olimpijski, wielokrotny medalista mistrzostw świata i Europy.
Podczas igrzysk olimpijskich w Barcelonie w 1992 roku reprezentanci Węgier w składzie: Iván Kovács, Krisztián Kulcsár, Ferenc Hegedűs, Ernő Kolczonay i Gábor Totola wywalczyli srebrny medal drużynowo. W rywalizacji indywidualnej zajął tam ósmą pozycję. Na rozgrywanych cztery lata później igrzyskach w Atlancie był szósty drużynowo i czwarty indywidualnie, przegrywając walkę o brązowy medal ze swym rodakiem Gézą Imre 9:15. Podczas igrzysk olimpijskich w Sydney w 2000 roku zajął siódme miejsce drużynowo i dziewiętnaste indywidualnie. Następnie wystąpił na igrzyskach olimpijskich w Atenach w 2004 roku, razem z Gáborem Boczkó, Gézą Imre i Krisztiánem Kulcsárem zdobywając kolejny srebrny medal. W zawodach indywidualnych był tym razem trzynasty. Brał też udział w igrzyskach olimpijskich w Pekinie w 2008 roku, gdzie zajął piąte miejsce drużynowo.
Na mistrzostwach świata w Budapeszcie w 1991 roku wywalczył brązowy medal w zawodach indywidualnych, plasując się za Andriejem Szuwałowem z ZSRR i reprezentującym Niemcy Robertem Felisiakiem. Wynik ten powtórzył podczas mistrzostw świata w Essen dwa lata później, gdzie lepsi byli tylko Rosjanin Pawieł Kołobkow i Niemiec Arnd Schmitt. Kolejny medal zdobył na mistrzostwach świata w Hadze w 1995 roku, razem z Gézą Imre, Attilą Fekete i Krisztiánem Kulcsárem zajmując drużynowo trzecie miejsce. W tej samej konkurencji Węgrzy z Kovácsem w składzie zdobywali następnie złote medale podczas mistrzostw świata w Chaux-de-Fonds (1998) i mistrzostw świata w Nîmes (2001) oraz brązowy na mistrzostwach świata w Petersburgu (2007).
Wielokrotnie zdobywał medale mistrzostw Europy, w tym złote: indywidualnie na ME w Wiedniu (1991) i ME w Płowdiwie (1998), indywidualnie i drużynowo podczas ME w Izmirze (2006) oraz drużynowo na ME w Gandawie (2007).